# Hirzer
Hirzer (italsky Punta Cervina, 2781 m n. m.) je hora v Sarntalských Alpách v italské provincii Bolzano (region Tridentsko-Horní Adiže). Nachází se asi 12 km severovýchodně od města Merano a 27 km severně od města Bolzano. Hirzer je nejvyšší horou Sarntalských Alp.
Na vrchol je možné vystoupit po značené turistické cestě, například od chaty Hirzerhütte (1983 m n. m.)